# Elección presidencial de Haití de 2016
Las elecciones presidenciales se celebraron en Haití el 20 de noviembre de 2016, después de haber sido pospuestas varias veces. Las elecciones fueron supervisadas por el Consejo Electoral Provisional (CEP), y se llevaron a cabo utilizando el sistema de balotaje, con una segunda vuelta programada para el 29 de enero de 2017 si ningún candidato obtenía la mayoría absoluta de los votos en la primera vuelta. Sin embargo, el 27 de noviembre los funcionarios electorales anunciaron que, de acuerdo con los resultados preliminares, Jovenel Moïse había ganado las elecciones en la primera vuelta con más del 50% de los votos. Se informó que la participación electoral fue del 18.11%. Jovenel Moïse asumió el cargo el 7 de febrero de 2017.

## Antecedentes
Como resultado de las protestas masivas después de las elecciones de 2015, el balotaje programado originalmente para el 27 de diciembre de 2015 se pospuso varias veces, finalmente para octubre de 2016. Sin embargo, todo el proceso fue anulado y el Consejo Electoral Provisional (CEP) anunció el 5 de abril de 2016 que unas nuevas elecciones se realizarían el 9 de octubre con una posible segunda vuelta el 8 de enero de 2017. La primera vuelta planeada para el 9 de octubre fue pospuesta posteriormente debido al paso del huracán Matthew.

## Candidatos
Un total de 27 candidatos se postularon para presidente, pero solo seis hicieron campaña activamente y fueron vistos como contendientes serios: Edmonde Supplice Beauzile (Fusión de los Socialdemócratas Haitianos), Jean-Henry Céant (Renme Ayiti), Jude Célestin (LAPEH), Jean-Charles Moïse (Pitit Dessalines), Jovenel Moïse (Parti Haïtien Tèt Kale) y Maryse Narcisse (Fanmi Lavalas). Cada uno de los seis, a excepción de Beauzile, tenía fuertes lazos con uno o más de los expresidentes haitianos: Michel Martelly, René Préval y Jean-Bertrand Aristide.

## Encuestas
| BRIDES | 13–16 de noviembre de 2016            | 54,5% | 20.7% | 11.6% | 6.7% | 1.0% | 0.7% |
| BRIDES | 28 de septiembre–1 de octubre de 2016 | 54%   | 23.3% | 12.0% | 7.0% | 0.7% | 0.6% |
| BRIDES | 8–15 de agosto de 2016                | 41%   | 25.2% | 12.5% | 7.6% | 1.8% | 0.6% |

## Resultados
Los partidarios de Maryse Narcisse afirmaron que los primeros informes indicaban una carrera cerrada entre ella y Jovenel Moïse. Mientras el recuento aún estaba en curso, tanto el Partido Haitiano Tèt Kale (PHTK) como el partido Fanmi Lavalas de Narcisse se adjudicaron la victoria, aunque los resultados oficiales aún no se habían emitido y el CEP advirtió que no se hicieran tales afirmaciones.
Jovenel Moïse ganó más del doble de los votos de cualquier otro candidato y más de la mitad de todos los votos, evitando la necesidad de una segunda vuelta.
| Candidato                          | Partido                                                               | Votos     | %     |
| ---------------------------------- | --------------------------------------------------------------------- | --------- | ----- |
| Jovenel Moïse                      | Partido Haitiano Tèt Kale                                             | 590,927   | 55.60 |
| Jude Célestin                      | Liga Alternativa para el Progreso y la Emancipación de Haití          | 207,988   | 19.57 |
| Jean-Charles Moïse                 | Platfom Pitit Desalin                                                 | 117,349   | 11.04 |
| Maryse Narcisse                    | Fanmi Lavalas                                                         | 95,765    | 9.01  |
| Jean-Henry Céant                   | Renmen Ayiti                                                          | 8,014     | 0.75  |
| Edmonde Suppice Beauzile           | Fusión de los Socialdemócratas Haitianos                              | 6,770     | 0.64  |
| Maxo Joseph                        | Randevou                                                              | 5,336     | 0.50  |
| Amos André                         | Front Uni pour la Renaissance d’Haïti                                 | 2,270     | 0.21  |
| Jean Hervé Charles                 | Parti pour l’Evolution Nationale Haïtienne                            | 1,974     | 0.19  |
| Joseph Harry Bretous               | Konbit Pour Ayiti                                                     | 1,803     | 0.17  |
| Marie Antoinette Gauthier          | Plan d'Action Citoyenne                                               | 1,791     | 0.17  |
| Jean Clarens Renois                | Unir-Ayiti-Ini                                                        | 1,681     | 0.16  |
| Daniel Dupiton                     | Cohésion Nationale des Partis Politiques Haïtiens                     | 1,305     | 0.12  |
| Gérard Dalvius                     | Parti Alternative pour le Développement d'Haïti                       | 1.208     | 0.11  |
| Kesler Dalmacy                     | MOPANOU                                                               | 999       | 0.09  |
| Jean Bertin                        | Mouvement d'Union République                                          | 984       | 0.09  |
| Jean Ronald Cornely                | Rassemblement des Patriotes Haïtiens                                  | 980       | 0.09  |
| Marc-Arthur Drouillard             | Partido Unidad Nacional                                               | 970       | 0.09  |
| Jean Poincy                        | Résultat                                                              | 963       | 0.09  |
| Jacques Sampeur                    | Konbit Liberasyon Ekonomik                                            | 953       | 0.09  |
| Jean-Chavannes Jeune               | CANAAN                                                                | 936       | 0.09  |
| Joseph G. Varnel Durandisse        | Retabli Ayiti                                                         | 881       | 0.08  |
| Roland Magloire                    | Parti Démocrate Institutionnaliste                                    | 817       | 0.08  |
| Vilaire Clunny Duroseau            | Mouveman pou Endepandans Kiltirel Sosyal Ekonomik ak Politik an Ayiti | 796       | 0.07  |
| Monestime Diony                    | Independent                                                           | 751       | 0.07  |
| Luckner Désir                      | Mobilisation pour Haïti                                               | 739       | 0.07  |
| Nelson Flecourt                    | Olah Baton jenès la                                                   | 686       | 0.06  |
| Contra todos                       | Contra todos                                                          | 7,203     | 0.68  |
| Votos nulos/en blanco              | Votos nulos/en blanco                                                 | 57,824    | –     |
| Total                              | Total                                                                 | 1,120,663 | 100   |
| Votantes registrados/participación | Votantes registrados/participación                                    | 6,189,253 | 18.11 |
| Fuente: CEP                        |                                                                       |           |       |

## Reacciones
Estados Unidos, el mayor donante internacional de Haití, dio la bienvenida a la celebración de elecciones. El portavoz del Departamento de Estado de los Estados Unidos John Kirby dijo después de la primera vuelta que Estados Unidos veía las elecciones "como un paso importante para devolver a Haití al llenamiento del mandato constitucional y abordar los graves desafíos que enfrenta el país", pero señaló que las elecciones tenían "incidentes aislados de violencia e intimidación".